# Metaphycus chicle
Metaphycus chicle är en stekelart som beskrevs av John S. Noyes 2004. Metaphycus chicle ingår i släktet Metaphycus och familjen sköldlussteklar.
Artens utbredningsområde är:
- Costa Rica.
- El Salvador.

Inga underarter finns listade i Catalogue of Life.